# Săvinești (gmina)
Săvinești – gmina w Rumunii, w okręgu Neamț. Obejmuje miejscowości Dumbrava-Deal i Săvinești. W 2011 roku liczyła 6333 mieszkańców.